# Stephanolasca waterhousei
Stephanolasca waterhousei is een insect uit de familie van de vlinderhaften (Ascalaphidae), die tot de orde netvleugeligen (Neuroptera) behoort. 
Stephanolasca waterhousei is voor het eerst wetenschappelijk beschreven door Van der Weele in 1909.